# Blankenship Glacier
Blankenship Glacier är en glaciär i Antarktis. Den ligger i Östantarktis. Nya Zeeland gör anspråk på området. Blankenship Glacier ligger 1 257 meter över havet.
Terrängen runt Blankenship Glacier är bergig österut, men västerut är den kuperad. Trakten är obefolkad. Det finns inga samhällen i närheten. 